# 1969 في البرتغال
فيما يلي قوائم الأحداث التي وقعت خلال عام 1969 في البرتغال.

## سياسة

### تعيين في المنصب
- 6 أكتوبر – مارسيلو كايتانو وزير الخارجية  [لغات أخرى]‏.
- 6 أكتوبر – مارسيلو كايتانو وزير الخارجية  [لغات أخرى]‏.

## رياضة
- 1 يناير – الدوري البرتغالي الممتاز 1968-69 الفائز .

## مواليد

### يناير
- 2 يناير – دومينيغوس لاعب كرة قدم.
- 8 يناير – تيريزا سالغيرو مغنية برتغالية.

### فبراير
- 17 فبراير – خوسيه إدواردو فرانكو مؤرخ برتغالي.

### أبريل
- 1 أبريل – نونو فيرنانديز منافِس أوليمبي برتغالي.
- 6 أبريل – باولو دوارتي
- 8 أبريل – دولسي بونتيس مغنية برتغالية.
- 27 أبريل – ماريا فيرنانديز منافِسة أوليمبية برتغالية.

### مايو
- 14 مايو – ماريو أرتور لاعب كرة قدم موزمبيقي.

### يونيو
- 19 يونيو – ليونيل فييرا مخرج أفلام برتغالي.
- 20 يونيو – باولو بينتو لاعب كرة قدم برتغالي.
- 23 يونيو – فرناندا ريبيرو

### يوليو
- 22 يوليو – تيريزا ماتشادو منافِسة أوليمبية برتغالية.

### أغسطس
- 2 أغسطس – فرناندو كوتو لاعب كرة قدم برتغالي.
- 12 أغسطس – هيليو سوزا
- 21 أغسطس – هابيل سيلفا

### سبتمبر
- 29 سبتمبر – روي ألميدا مدرب كرة قدم برتغالي.

### أكتوبر
- 15 أكتوبر – فيتور بايا لاعب كرة قدم برتغالي.
- 18 أكتوبر – أوليغاريو بنكويرينسا حكم كرة قدم برتغالي.
- 21 أكتوبر – أورلاندو رودريغوس دراج برتغالي.

### ديسمبر
- 9 ديسمبر – خوسيه إدواردو مارتينز سياسي برتغالي.
- 10 ديسمبر – باولو ألفيس لاعب كرة قدم.

## وفيات

### فبراير
- 27 فبراير – ألفارو غاسبار بينتو (مواليد 1912) لاعب كرة قدم برتغالي.